# Abdelkarim Kissi
Abdelkarim Kissi (in arabo عبد الكريم قيسي‎?; Oujda, 5 maggio 1980) è un ex calciatore marocchino, di ruolo centrocampista.

## Carriera

### Club
Ha giocato nel campionato marocchino, bulgaro, russo, olandese e cipriota.

### Nazionale
Tra il 2001 e il 2008 è sceso in campo 34 volte con la maglia della Nazionale.